# De 3 vrienden en Jerry
De 3 vrienden en Jerry is een Zweeds-Duits-Britse tekenfilmserie over het leven van vier tienjarige kinderen: Frank, Eric, Thomas... en Jerry. De vier personages hebben een opmerkelijk lang (voor-)hoofd. De serie is bedacht door Magnus Carlsson.
De afleveringen worden afgewisseld met korte tussenstukjes met daarin een kort filmpje dat los staat van de aflevering.
Het personage Frank heeft toevallig uiterlijke gelijkenissen met de Belgische stripfiguur Biebel.

## Verhaal
Frank, Eric en Thomas zijn vrienden. Jerry is echter nieuw op school en wil graag bij de drie vrienden horen. Die vinden hem maar een nerd en laten hem dan ook niet meedoen als ze iets aan het doen zijn. Jerry heeft altijd wel een idee, maar dat is lang niet altijd succesvol.

## Personages
- Jerry: Jerry is nieuw op school. Hij probeert bij het vriendengroepje van Frank, Eric en Thomas te horen, maar die vinden hem maar een nerd. Jerry is meestal de meest vindingrijke en bedenkt altijd de ideeën. Uiteindelijk krijgt hij altijd de schuld van Frank als er weer eens iets is misgegaan. Hij draagt een geel shirt.
- Frank: Frank vindt zichzelf stoer en is de leider van de vriendengroep. Hij bedenkt, net als Jerry, soms ook bizarre plannen. Frank vindt Jerry maar stom, maar als die weer een plan bedenkt, doen Frank en de andere twee vrienden toch vaak mee. Frank is zo goed als kaal en heeft een blauw shirt. Eigenlijk is Frank helemaal niet zo stoer, zo heeft hij een beertjespyjama.
- Eric: Eric heeft halflang blond haar. Hij is een beetje sloom en draagt een groen T-shirt.
- Thomas: Thomas is te herkennen aan zijn blauwgroene pet, die minstens zo lang is als zijn hoofd en heeft een rood shirt. Hij is bevriend met Frank en Eric.
- Linda: Linda is de leider van het 'meidengroepje'. Ze is bevriend met Mimi en Tess en houdt van shoppen en zich opmaken. Ook lacht ze vaak samen met haar vriendinnen de jongens uit als die weer eens iets stoms hebben gedaan. De jongens vinden haar wel leuk en vooral Frank heeft er alles voor over haar te kussen. Linda heeft blond, halflang haar.
- Mimi: Mimi is een van de vriendinnen van Linda en Tess. Haar vader Roy runt een supermarkt/winkel. Mimi heeft zwart haar met blauwe elastiekjes en een Chinees uiterlijk.
- Tess: Tess hoort ook bij het 'meidengroepje'. Ze heeft blond haar met een roze speldje.
- Oscar: Oscar is de dorpsgek. Hij komt af en toe in het verhaal voor.
- De lerares: De lerares van de klas heeft opvallend behaarde benen. Ze speelt geen grote rol in het verhaal.
- Franks ouders: Franks ouders vinden hem eigenlijk maar een kleine jongen.
- Jerry's vader: Jerry's vader heeft rood haar en is enorm gespierd, in tegenstelling tot Jerry's moeder overigens. Jerry's vader is de nieuwe gymleraar op school.
- Roy: Roy is Mimi's vader en hij is de baas van een buurtwinkel.
- Rik De pastoor: De pastoor is altijd liefdadig en erg geliefd bij de vrouwen. Hij heeft daarnaast een kikkerverzameling.

## Stemmen
- Jerry: Geert Timmers
- Frank: Christa Lips
- Thomas: Bram Bart
- Erik: Marlies Somers
- Mimi: Lottie Hellingman
- Roy: Fred Meijer
- Jerry's moeder: Hilde de Mildt